# فوسامپرناویر
فوسامپرناویر (انگلیسی: Fosamprenavir) (که توسط ویو هلت‌کر به عنوان نمک کلسیم با نام تجاری Lexiva در ایالات متحده آمریکا و Telzir در اروپا به بازار عرضه می‌شود) دارویی برای درمان عفونت‌های HIV است. این دارو یک داروی پیشگیرانه مهارکننده پروتئاز و داروی ضد رتروویروسی آمپرناویر است.
سازمان غذا و داروی آمریکا (FDA) این دارو را در ۲۰ اکتبر ۲۰۰۳ تأیید کرد، در حالی که آژانس دارویی اروپا (EMA) آن را در ۱۲ ژوئیه ۲۰۰۴ تأیید کرد. بدن انسان فوسامپرناویر را متابولیزه می‌کند تا آمپرناویر (ماده فعال) را تشکیل دهد. این متابولیسم مدت زمان در دسترس بودن آمپرناویر را افزایش می‌دهد و فوسامپرنویر را به نسخه‌ای آرام از آمپرناویر تبدیل می‌کند و در نتیجه شمار قرص‌های مورد نیاز در مقایسه با آمپرناویر استاندارد را کاهش می‌دهد.
یک مطالعه رو در رو با داروی لوپیناویر نشان داد که این دو دارو دارای قدرت قابل مقایسه‌ای هستند، اما بیماران تحت درمان با فوسامپرناویر کلسترول سرمی بالاتری دارند. مزیت اصلی فوسامپرناویر نسبت به لوپیناویر این است که ارزان‌تر است.

## مصارف پزشکی
از این دارو برای درمان عفونت‌های HIV-1 گاهی در ترکیب با داروی ریتوناویر یا دیگر داروهای ضد ویروسی با دوز کم استفاده می‌شود.

## عوارض جانبی
شایع‌ترین عارضه جانبی آن اسهال است. سایر عوارض جانبی شایع عبارتند از سردرد، سرگیجه و اگزانتم که معمولاً گذرا است. واکنش‌های آلرژیک شدید (نشانگان استیونز-جانسون) نادر است.

## داروشناسی
فوسامپرناویر حتی پیش از رسیدن به گردش خون به سرعت به آمپرناویر فعال تبدیل می‌شود. آمپرناویر یک مهار کننده پروتئاز HIV است.

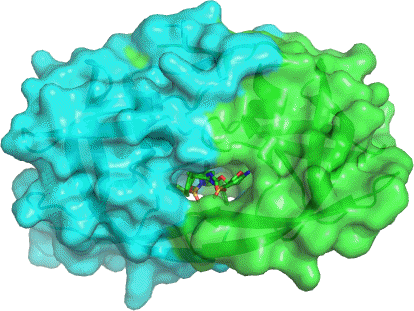
پروتئاز اچ‌آی‌وی dimer with amprenavir (sticks) bound in the active site. PDB entry